# 降旗武彦
降旗 武彦（ふりはた たけひこ、1922年6月9日-2002年8月8日）は、日本の経営学者。

## 略歴
長野県南安曇郡三郷村（現安曇野市）出身。旧制弘前高等学校卒、京都帝国大学に入るが兵役で入隊し、1945年 軽巡洋艦 矢矧に乗り込み大和を護衛して出撃するが撃沈されて負傷する。1947年京都帝国大学経済学部卒、同大学院をへて、1971年「経営管理過程論の新展開 Management Theory Jungleへの一試論」で経済学博士。1951年京都大学経済学部講師、1957年助教授、1970年教授。1986年定年退官し、名誉教授となり、朝日大学教授、1989年大阪国際大学教授を務め、95年退職。70年「経営管理過程論の新展開」で日経・経済図書文化賞受賞。

## 著書
- 『株式会社経営論』森山書店 1960
- 『経営管理過程論の新展開 Management Theory Jungleへの一試論』日本生産性本部 1970
- 『経営学原理』実教出版 1986
- 『大学生活ものがたり 京都大学での幾星霜』現代図書 1998

### 共編著
- 『一般社会・時事問題の系統的研究 新制大学入試問題と解答』編 増進堂 1950
- 『企業組織と環境適合 コンティンジェンシィ・セオリー』赤岡功共編著 同文館出版 1978
- 『経営学の課題と動向 田杉競教授古希記念論文集』共編著 中央経済社 1979
- 『経営学小辞典』岡本康雄、河合忠彦共編 有斐閣双書 1981
- 『日本的経営とグローバリゼーション』編著 白桃書房 1992

## 論文
- 降旗武彦「經營經濟學に於ける經濟性概念について」『經濟論叢』第65巻第4-5号、京都大學經濟學會、1950年5月、282-312頁、doi:10.14989/132192、ISSN 0013-0273。
- 降旗武彦「人間關係論をめぐる一考察 - 勞使關係との關連における -」『經濟論叢』第72巻第1号、京都大學經濟學會、1953年7月、17-36頁、doi:10.14989/132311、ISSN 0013-0273。
- 降旗武彦「アメリカ経営学の一動向(一)」『經濟論叢』第91巻第5号、京都大學經濟學會、1963年5月、317-336頁、doi:10.14989/132945、ISSN 0013-0273。
- 降旗武彦「アメリカ経営学の一動向(二)」『經濟論叢』第91巻第6号、京都大學經濟學會、1963年6月、413-430頁、doi:10.14989/132949、ISSN 0013-0273。
- 降旗武彦「アメリカ経営学の一動向(三)」『經濟論叢』第92巻第2号、京都大學經濟學會、1963年8月、89-109頁、CRID 1390853649772300800、doi:10.14989/132958、ISSN 0013-0273。
- 降旗武彦「経営管理におけるシステム概念の変遷について(1)」『經濟論叢』第107巻第1号、京都大學經濟學會、1971年1月、1-20頁、doi:10.14989/133408、ISSN 0013-0273。
- 降旗武彦「経営管理におけるシステム概念の変遷について(2) - ケース・スタディをふまえての再論 - (田杉競教授記念號)」『經濟論叢』第108巻第5号、京都大學經濟學會、1971年11月、396-416頁、doi:10.14989/133433、ISSN 0013-0273。
- 降旗武彦「経営管理の機能構造」『經濟論叢』第116巻第3-4号、京都大學經濟學會、1975年9月、99-124頁、doi:10.14989/133623、ISSN 0013-0273。
- 降旗武彦「経営戦略論に関する若干の考察(1)」『經濟論叢』第133巻第3号、京都大學經濟學會、1984年3月、105-131頁、doi:10.14989/134020、ISSN 0013-0273。
- 降旗武彦「経営戦略論に関する若干の考察(2)」『經濟論叢』第133巻第4-5号、京都大學經濟學會、1984年4月、267-291頁、doi:10.14989/134028、ISSN 0013-0273。
- 降旗武彦「経営戦略論に関する若干の考察(3)」『經濟論叢』第134巻第3-4号、京都大學經濟學會、1984年9月、129-158頁、doi:10.14989/134047、ISSN 0013-0273。
- 降旗武彦「経営戦略論に関する若干の考察(4)」『經濟論叢』第136巻第1号、京都大學經濟學會、1985年7月、1-34頁、doi:10.14989/134086、ISSN 0013-0273。